# Платан у Нижній Ореанді
Платан у Нижній Ореанді. Обхват 6,65 м, висота 30 м, вік 200 років, стан дерева добрий. Росте в центрі парку санаторію «Нижня Ореанда» в районі Ялти, Крим. Під цим платаном любив зупинятися Микола ІІ зі своєю родиною (було навіть випущено спеціальну фотографічну листівку). Дерево необхідно заповісти, захистити і встановити охоронний знак.

## Ресурси Інтернету
- Фотогалерея самых старых и выдающихся деревьев Украины

## Виноски
1. 1 2   Шнайдер С. Л., Борейко В. Е., Стеценко Н. Ф. 500 выдающихся деревьев Украины. — К.: КЭКЦ, 2011. — 203 с.